# 富国館
富国館（ふこくかん）とは、かつて日本の東京都千代田区内幸町にあった建築物。旧称は太平ビルディング。別称は富国生命館、富国生命ビルなど。

## 沿革
太平生命保険（後の日産生命保険）は1909年（明治42年）の創業後、東京府東京市麹町区内幸町一丁目4番地（現在の東京都千代田区内幸町2丁目）に仮社屋を設けて営業していたが、1925年（大正14年）11月、隣接地に永久構造による社屋建築を決め、翌1926年（大正15年）3月着工、1927年（昭和2年）11月に竣工、12月5日より新社屋での営業を開始した。直後の1928年（昭和3年）12月に増築工事にかかり、増築部は1930年（昭和5年）6月に竣工した。
太平生命を率いる根津嘉一郎 (初代)は既に富国徴兵保険（後の富国生命保険）、昭和火災（現在の損害保険ジャパン）も傘下に収めており、両社も太平ビルに本社を移した。1939年（昭和14年）に土地、1940年（昭和15年）に建物の所有権が富国徴兵に移り、名称も「富国館」と変わった。
第二次世界大戦後の1946年（昭和21年）6月、GHQに接収され、1949年（昭和24年）12月までホテルとして使用された。
接収解除後、富国生命では改築を検討していたが、折しも隣接する物産館（旧日産館）・日比谷国際ビルヂング（旧NHK東京放送会館）の再開発計画が持ち上がり、同社はそれぞれの事実上の保有者である三井物産、三菱地所や周辺地権者と共に計画に参画した。共同再開発計画は三井物産の離脱があったものの進められ、1977年（昭和52年）4月、富国生命ビル（日比谷シティの一部を構成）建設のため解体された。

## 建築概要
設計は吉武建築事務所にして施工は戸田組（後の戸田建設）、増築工事の施工は錢高組である。